# Kraichtal
Kraichtal är en stad i Landkreis Karlsruhe i regionen Mittlerer Oberrhein i Regierungsbezirk Karlsruhe i förbundslandet Baden-Württemberg i Tyskland.
Staden bildades 1 september 1971 genom en sammanslagning av städerna Gochsheim och Unteröwisheim samt kommunerna Bahnbrücken, Landshausen, Menzingen, Münzesheim, Neuenbürg, Oberacker och Oberöwisheim.